# Histoire de Saint-Dizier

Les armoiries de la ville de Saint-Dizier se blasonnent ainsi:
D'azur au château de trois tours d'argent, maçonné de sable, posé dans une coque de bateau d'argent.
Devise: « regnum sustinent » (elles soutiennent le royaume).

Cet article traite des principaux événements liés à l'occupation humaine à Saint-Dizier, dans le département de la Haute-Marne.

## Préhistoire

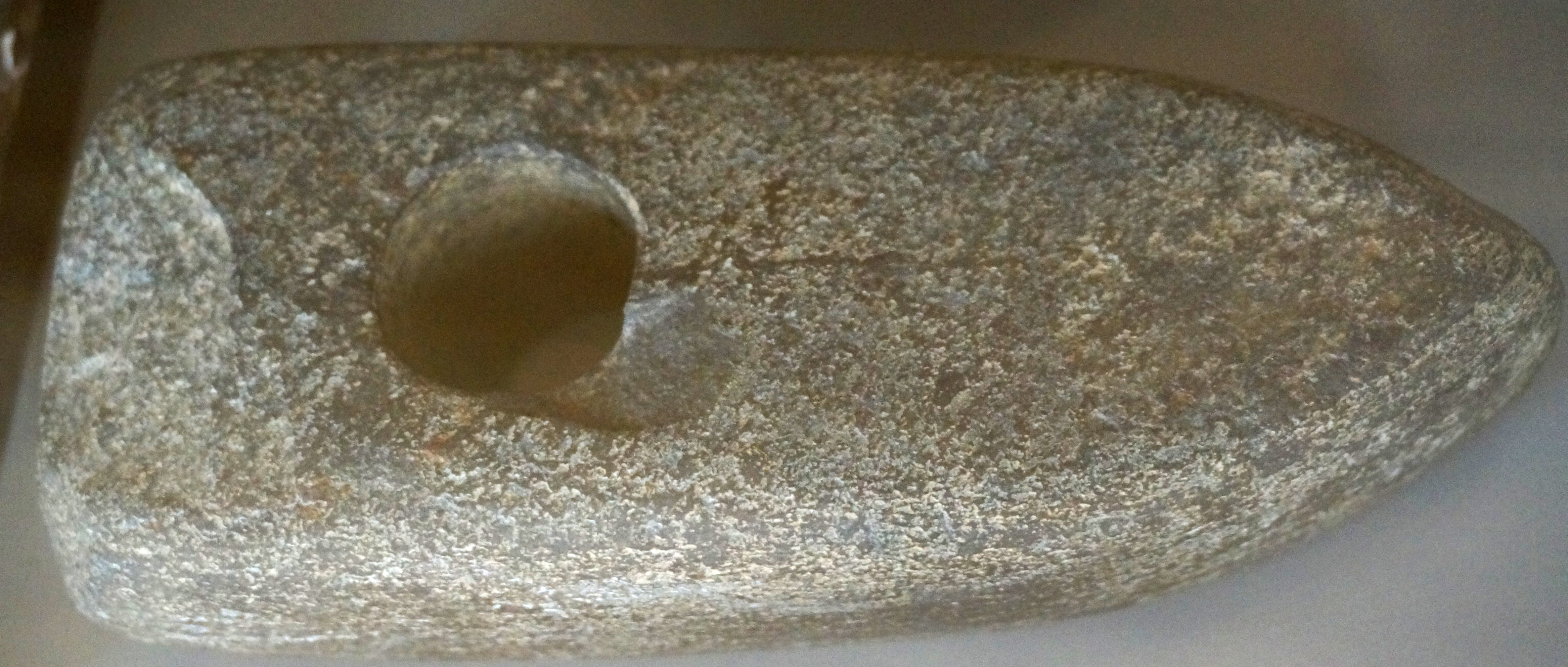
Hache du néolithique trouvé à Ambrières.

Les plus anciennes traces de la présence humaine dans les environs immédiats de Saint-Dizier datent du paléolithique supérieur, Des pointes de flèches ont été mises au jour lors de fouilles archéologiques.
Les premières traces de la présence humaine sur le territoire de la commune de Saint-Dizier datent, quant à elles, du néolithique final. il s'agit de lames de silex.

## Protohistoire

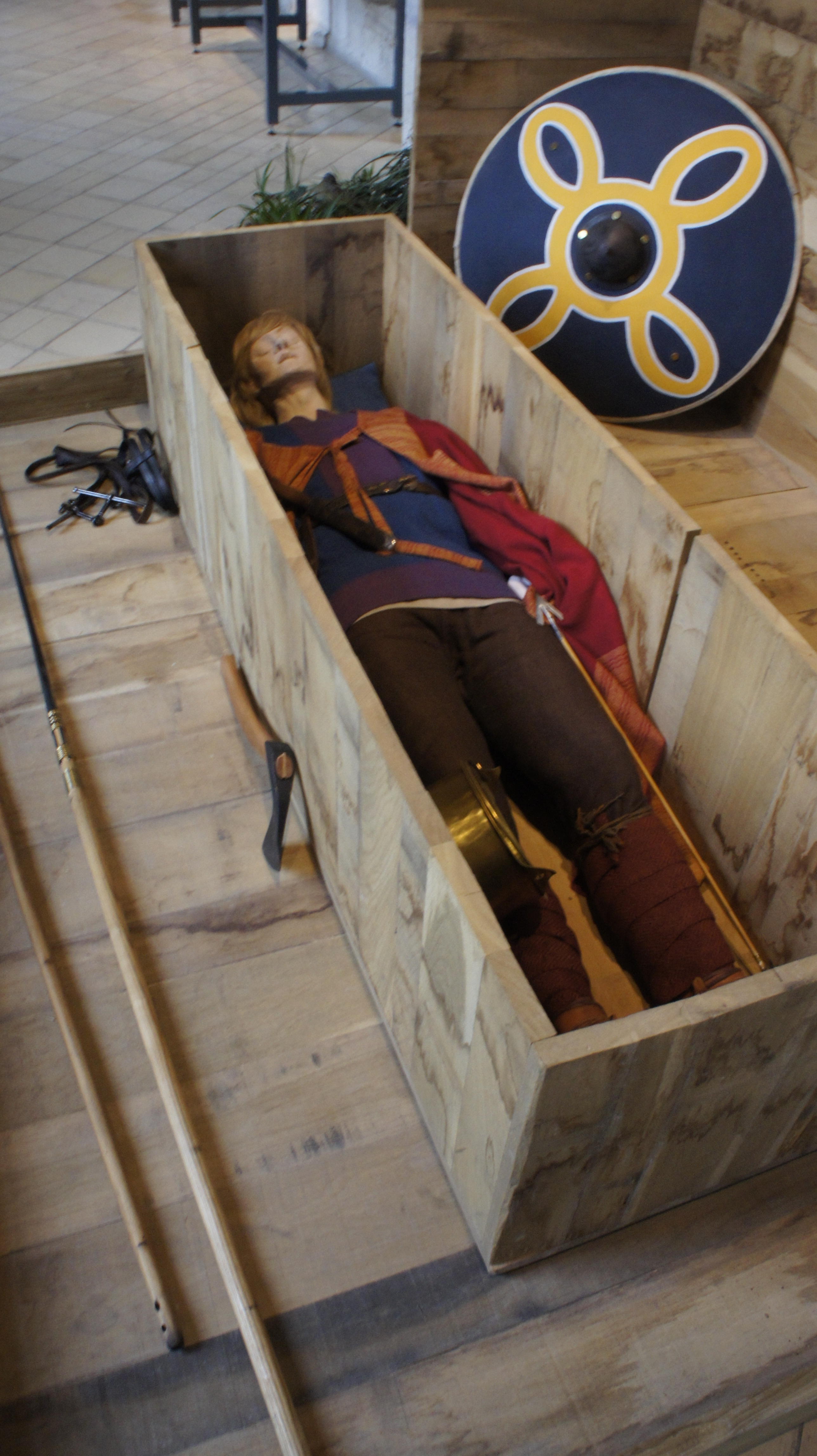
Tombe de jeune, Musée municipal de Saint-Dizier.

Les fouilles ont permis de mettre au jour une épingle à tête en forme de rouelle datant du bronze moyen (de -1500 à – 1250).
Les découvertes de 1992, sur le site du Chêne Saint-Amand, font apparaître pour la première fois les traces réelles d'habitat,. Elles datent du Bronze final (-900) et présentent un ensemble de trous de poteaux avec fosse contenant de la céramique servant de silo.
Les quelques cabanes qui constituaient Saint-Dizier connaissent une continuité tout au long de l'âge du Fer, particulièrement à la Tène. Cette évolution est mise en évidence par les sépultures mises au jour sur le site de la BA 113, les archéologues ayant retrouvé dans des enclos funéraires des parures (torques, bracelets, fibules), de la céramique et de la poterie. On y trouva également de nombreux trous de poteaux.
Les habitants de ces quelques cabanes mènent, en dehors de l'activité agricole, un travail d'artisanat de poterie, aidé par des gisements locaux d'argile. Nécessaire au développement, une activité d'essartage existe également, mise en évidence par la découverte de haches de bûcheronnage.
Les conditions de vie sont facilitées par la nature des sols plutôt riches (le limon du Perthois) donnant de meilleures récoltes qu'en zone calcaire, un bon réseau hydrographique et la forêt.
Géographiquement, la Saint-Dizier gauloise se situe entre les deux établissements anciens que formaient Le Châtelet de Gourzon et Perthes, rejointes entre elles par un chemin qui sera encore utilisé ultérieurement : la voie de Langres à Châlons-en-Champagne par la vallée de la Marne et qui passait sur l'actuelle commune. Elle se situe aux confins des territoires des Lingons et des Catalaunes.

## Antiquité
Pendant la période gallo-romaine, le village devient Olonna.
Le village se développe au Ier siècle apr. J.-C., connaît ensuite un tassement au début du IIe avant de reprendre au milieu du IIIe siècle. Le village est typique de cette époque : un petit habitat de cabanes à ossature en pan de bois et des villae.
La vie se romanise, tant dans la conception des bâtiments d'habitation que dans l'utilisation de nouveaux ustensiles dans la vie quotidienne. Au site Les Crassés, les recherches archéologiques ont mis au jour un habitat important, une villa, avec thermes privatifs. Elle sera occupée jusqu'au IVe siècle, probablement partiellement détruite durant les grandes migrations et réoccupée pendant la période mérovingienne. Le matériel de fouille donne de la verrerie, de la céramique, parures, bagues, tesselles de mosaïque, urnes funéraires en verre, monnaies et autres outils.
L'économie est basée sur l'agriculture mais c'est de cette époque que l'on retrouve les premières traces de sidérurgie sur le territoire de Saint-Dizier. Les scories mise à jour aux Crassés, datées du Ier siècle, en sont le témoignage.
L'essor d'Olonna commence paradoxalement avec la période troublée des grandes migrations. L'incendie de Langres par les Vandales en 411 puis après la destruction de Perthes, capitale du Pagus Partensis, par les Huns vers 451 précipite les populations vers Olonna. Même si elle n'a aucune valeur historique, la tradition veut que les rescapés de Langres aient apporté avec eux les reliques de leur évêque, Desiderius (Saint Didier ou Saint Dizier). Olonna devint alors lieu de culte sous le nom de Sancti Desiderii Fanum, à l'origine du nom de Saint-Dizier.

## DuXVIeauXVIIIesiècle

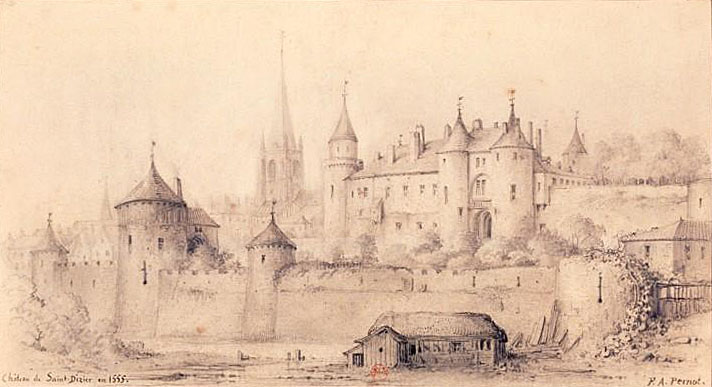
Château et fortification de la ville dede Saint-Dizier en 1555, imaginaire de F-A Pernot.

En 1544, alors que la ville toute proche de Vitry-le-François avait été détruite par les armées de Charles Quint, Saint-Dizier leur résista pendant six mois. La légende veut que François Ier, parlant plus tard des habitants de Saint-Dizier, les ait qualifiés de braves gars. De cette expression dériverait le nom actuel des habitants, les Bragards. Cette origine est discutée sans que la part  respective de la légende et de l'étymologie soit bien claire. Les braques sont des caleçons de toile, les braguards de Rabelais sont beaux, mignons, ajustés. On fera plus utilement le rapprochement avec le mot braguer dont Littré donne la définition suivante : "Norm. brague, vif, emporté, proprement qui fait du bruit ; wallon, bragarz, les jeunes gens qui, enrubannés, empanachés, l'épée au côté, font les honneurs d'une fête de paroisse (XVIe s. L'autre sera querelleux avec ses voisins, et rude à ses sujets, et n'aprouvera autre vie que celle qui consiste à faire le braguard en la maison (...) ; angl. to brag, se vanter, braggart, vantard, du norois braka, faire du bruit, faire de l'étalage, dont le radical se confond avec le gothique brikan, rompre. De la sorte, braguer et brigue remonteraient à une racine commune". Dans Rabelais, le même mot est utilisé pour dire "vantard".. ("faire brague, se pavaner, se gorgiaser, se divertir" in Œuvres de F. Rabelais François Rabelais, L'Aulnaye (François Henri Stanislas, M. de) Éditeur Ledentu, 1835). Après leur victoire contre les armées de Charles-Quint, les habitants se seraient-ils un peu trop vantés ? 
C'est aussi le lieu de la dernière victoire de Napoléon Ier lors de la campagne de 1814, face aux troupes prussiennes et russes.

## XIXesiècle

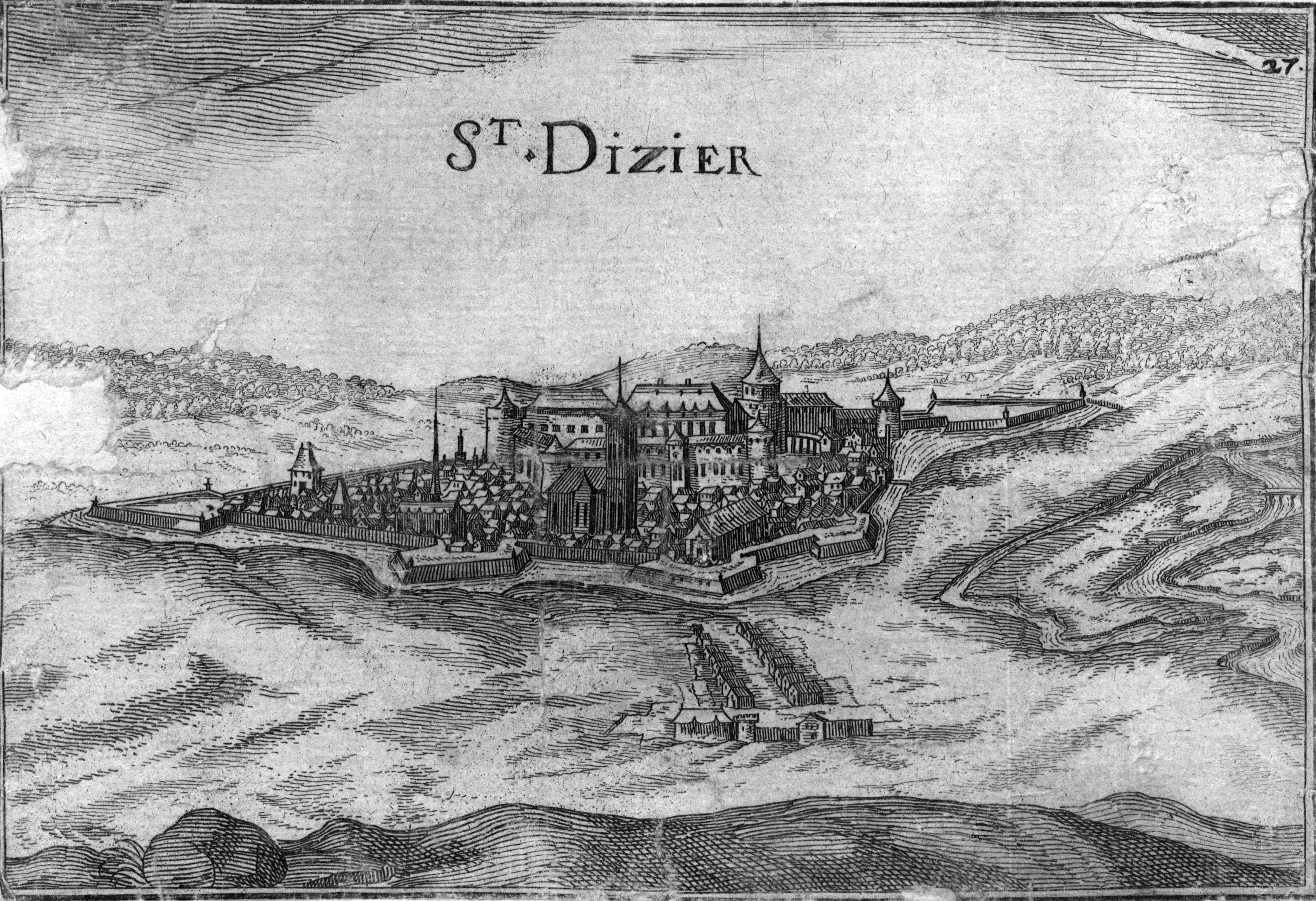
Gravure de la ville de Saint-Dizier, XIXe siècle.

Au début du XIXe siècle, la vie économique est marquée par la viticulture ; mais, à la même époque, c'est à Saint-Dizier que sont fixés les prix du fer pour toute la France. À cet égard, l'augmentation rapide de la population de la ville est un indice éloquent de son dynamisme industriel, grand consommateur de main-d'œuvre : on comptait 6 366 habitants au recensement de 1836, contre 4 401 au recensement de 1901. À la fin du XIXe siècle, 4 000 Bragards travaillaient dans l'industrie, dont environ 3 000 dans la métallurgie elle-même.
Dans le même temps, alors que la viticulture disparaît, en grande partie à cause de la crise du phylloxéra, que l'agriculture décline et que les activités de la Noue disparaissent, l'industrie métallurgique se développe et atteint son apogée à Saint-Dizier, en même temps que s'amorce un déclin, qu'il faut relativiser, car il est davantage dû à l'arrivée d'une concurrence féroce qu'à une baisse de qualité de la production haut-marnaise.
Le classement de la Haute-Marne dans la hiérarchie des productions de fer et de fonte permet de mesurer la pression à laquelle elle a été soumise. Ainsi, en 1856, si elle est toujours le premier producteur de fonte, elle n'est plus qu'au cinquième rang pour le fer. En 1876, elle se situait au sixième rang pour la fonte et au quatrième rang pour le fer et l'acier. En 1896, elle était classée au septième rang pour la fonte brute et au cinquième pour le fer et l'acier. Deux événements importants ont eu un impact négatif sur la métallurgie de la Haute-Marne : le traité de libre-échange signé par Napoléon III entre la France et l'Angleterre en 1860, et la concurrence croissante de la Lorraine, qui disposait d'importantes ressources en charbon et en minerai. En janvier 1904, le journal économique L'Ancre lui fait écho : « et voilà que le cri de guerre est poussé à pleins poumons par les grands producteurs de l'Est, dont l'objectif ne semble être rien moins que la destruction complète de l'industrie du fer dans notre pays ».
Cependant, malgré cette concurrence bien réelle, le XIXe siècle est un siècle de prospérité pour la métallurgie et de dynamisme industriel : le laminoir à froid mis en place en 1888 aux Forges de Champagne est l'un des premiers en France. Ces mêmes forges, situées à Marnaval, employaient 1 350 personnes. La création de forges anglaises (la première date de 1844), comprenant les équipements nécessaires à la production d'un fer de qualité, indique également le rôle important de Saint-Dizier dans la métallurgie du département.
Enfin, le rôle des moyens de communication n'est pas négligé, et Saint-Dizier est relié par voie ferroviaire à la ligne Paris-Strasbourg et à la ligne Calais-Bâle. Les Forges de Champagne d’Émile Giros sont concessionnaires du canal reliant Saint-Dizier à Wassy. Ces changements ont entraîné la disparition de l'activité des « brelleurs » de La Noue.
Dès le début, les maîtres forgerons ont eu un rôle qui dépassait largement leurs usines et s'exerçait dans la vie politique locale. Émile Giros est maire de Saint-Dizier de 1882 à 1894, Albin Rozet, qui préside aux destinées du Clos-Mortier, devient député de l'arrondissement et Louis Robert-Dehault, associé de Giros, est sénateur.
Face à une concurrence féroce, l'industrie métallurgique de Brave a su s'adapter en concentrant sa main-d'œuvre et ses capitaux sur des investissements à grande échelle. Ce n'est que de cette manière qu'elle a pu résister à la concurrence en se spécialisant dans certaines activités telles que la production d'acier (achat de fours Siemens et de convertisseurs Bessmer), la construction mécanique, les structures métalliques et la forge.
À l'heure où la question sociale commence à émerger, les conditions de travail et de vie des métallurgistes sont difficiles : les journées de travail mal payées durent entre 12 et 14 heures, et la protection sociale est inexistante.
Le 30 mars 1883, une chaudière explose à Marnaval, tuant 30 personnes ; le propriétaire, Émile Giros, est également le maire de la ville, et des indemnités dérisoires sont proposées aux familles des victimes. Une action en justice a conduit à une augmentation de l'indemnisation, bien qu'elle reste faible par rapport à d'autres situations.
Malgré un déclin relatif, le secteur métallurgique de Saint-Dizier a prouvé sa pérennité en s'adaptant et en surmontant plusieurs crises, dont certaines majeures. La qualité de la production de Bracken est reconnue et le fait qu'Hector Guimard ait choisi de travailler avec une entreprise de Saint-Dizier pour produire des éléments décoratifs en fonte n'est pas un hasard.
De nombreuses distilleries furent aussi leur apparition au XIXe siècle à Saint-Dizier. Ce fut le cas de La distillerie la Burgeatine qui fonctionnait avec des machines à vapeur. Mais il y eut aussi Barridau, Bragard, Grande Brasserie du Fort Carré, Burgeat et Bailly, Daugé.

## XXesiècle

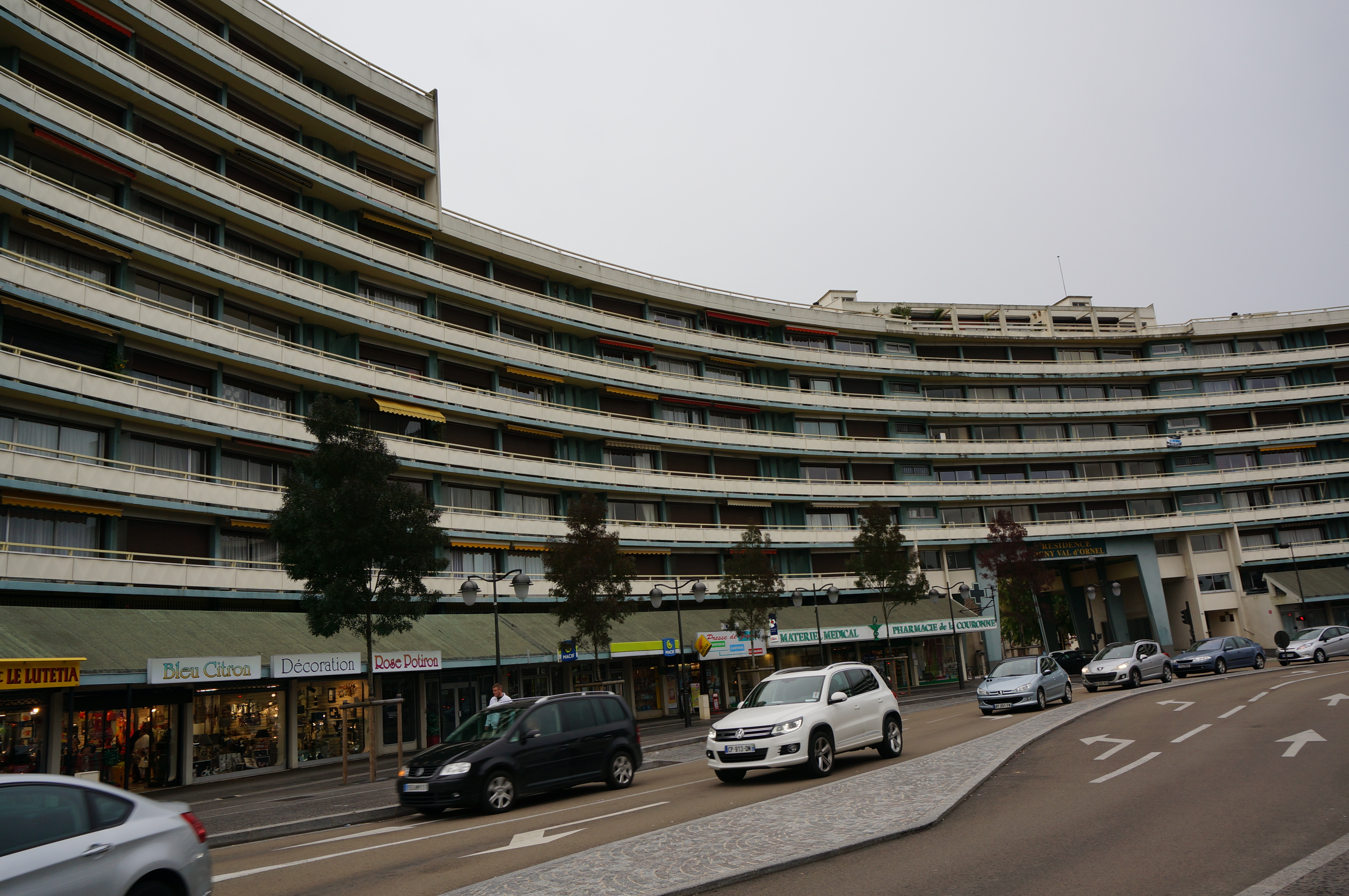
Urbanisation du quartier Gigny.

En 1952, la première ville nouvelle de France, le quartier du Vert-Bois (à l'origine « Saint-Dizier-le-Neuf ») a été initié par Edgard Pisani, alors préfet de la Haute-Marne. Cette création résulte de l'accroissement de la population dû à l'expansion industrielle (usine Mc Cormick qui employait 3000 salariés venus de 100 km à la ronde) et à l'extension d'une base aérienne stratégique. Elle a permis de pratiquement doubler le nombre d'habitants de Saint-Dizier en deux décennies.
La ville connaît depuis une décennie, dans le cadre d'un projet de ville lancé à partir de 1990, de profonds changements dans la nature même de sa physionomie. La coupure routière entre le Vert-Bois et le reste de la ville est effacée, les infrastructures nouvelles sont créées.

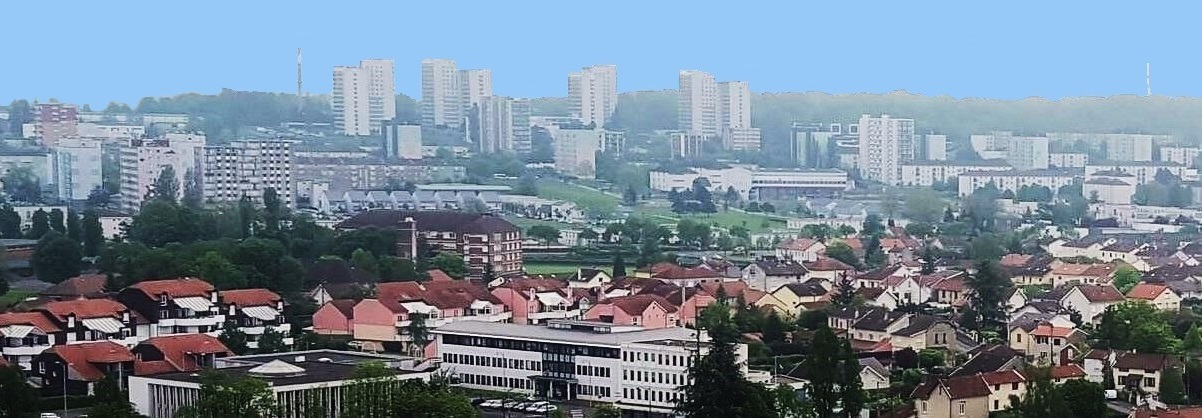
Vue générale du quartier le Vert-Bois